# Rahong (Cilaku)
Rahong is een bestuurslaag in het regentschap Cianjur van de provincie West-Java, Indonesië. Rahong telt 8284 inwoners (volkstelling 2010).